# Volvo (låt)
Volvo är en låt av artisten Eddie Meduza. Den finns med på hans album Gasen i botten från 1981. Den finns också med på samlingsalbumet En jävla massa hits.
Låten släpptes även som singel. Det unika med singeln är att låtens titel är "Jag vill ha en volvo" istället för "Volvo".